# René Pleven
René Pleven (n. 1901 - f. 13 de Janeiro de 1993) foi um político francês notável da Quarta República. Membro da França Livre, ele ajudou a fundar a União Democrática e Socialista da Resistência (UDSR), um partido político que deveria ser o sucessor do movimento de Resistência durante a guerra. Ele serviu como primeiro-ministro duas vezes no início dos anos 1950, onde sua contribuição mais notável foi a introdução do Plano Pleven, que exigia uma Comunidade Europeia de Defesa entre a França, Itália, Alemanha Ocidental e os países do Benelux.

## Juventude
René Pleven nasceu em Rennes em 15 de abril de 1901, filho de um oficial comissionado e diretor de estudos da Escola Militar Especial de St. Cyr. Depois de estudar direito na Universidade de Paris, ele foi reprovado no exame para o corpo financeiro do funcionalismo público, então decidiu se mudar para os Estados Unidos, Canadá e Grã-Bretanha para trabalhar lá. Ele se tornou um executivo de companhia telefônica. Em 1924, ele se casou com Anne Bompard.

## Tempo de guerra
Imediatamente após o início da Segunda Guerra Mundial, ele se encarregou de incentivar a construção de aeronaves para os Aliados nos Estados Unidos e de comprar aviões para a França. Em 1939, Pleven afirmou que "A política não me interessa", mas um ano depois, ele se juntou às Forças Francesas Livres de Charles de Gaulle, que resistiam ao regime francês de Vichy aliado nazista. Pleven ajudou a reunir apoio para a França Livre na África Equatorial Francesa. Retornando a Londres, onde de Gaulle e suas forças foram exilados, em 1941, ele se tornou o comissário nacional para a economia, finanças, colônias e relações exteriores da Comitê Nacional Francês. Nessa função, ele presidiu uma conferência de 1944 em Brazzaville, que optou por uma política mais liberal em relação às colônias e acabou estimulando os movimentos de independência da região.

## Anos pós-guerra
Após a libertação da França, foi Ministro da Economia e Finanças do governo provisório. Após a guerra, Pleven foi eleito legislador pelo departamento de Côtes-du-Nord. Em 1946, ele rompeu com Charles de Gaulle e fundou a União Democrática e Socialista da Resistência (UDSR), servindo como presidente do partido de 1946 a 1953. O partido estava posicionado entre os Socialistas Radicais e os Socialistas, favorecendo a nacionalização industrial limitada e o estado controles. Ele então ocupou vários cargos de gabinete, mais notavelmente Ministro da Defesa de 1949 a 1950. Em julho de 1950, ele se tornou o primeiro-ministro do país, enquanto o poder estava mudando para a direita. Defensor veemente da integração europeia, ele pressionou pela ratificação do Plano Schuman para a integração europeia criando a Comunidade Europeia do Carvão e do Aço como primeiro-ministro. Ele teve que enfrentar oposição tanto da esquerda quanto da direita para avançar, mas obteve votos suficientes no parlamento ao prometer aumentar os empréstimos agrícolas e reduzir os impostos para grupos de baixa renda. Após três dias e duas noites de debate, o tratado foi ratificado. Ele serviu até fevereiro de 1951 e novamente de agosto de 1951 a janeiro de 1952, renunciando a divergências sobre déficits orçamentários.
Ele então se tornou Ministro da Defesa novamente. Sua proposta de uma Comunidade Europeia de Defesa, na qual integraria uma Alemanha rearmada, conhecida como Plano Pleven, foi derrotada pelos gaullistas, comunistas e socialistas. Ele também defendeu uma mão dura na defesa do domínio colonial francês na Indochina. Em 1953, ele renunciou ao cargo de presidente da UDSR depois que seu partido apoiou as negociações de paz no Vietnã. Ministro da Defesa de 1952 a 1954, foi o responsável quando os franceses perderam a Batalha de Dien Bien Phu, iniciando a queda da hegemonia francesa em toda a região. Em 1957, o presidente René Coty ofereceu-o para se tornar primeiro-ministro novamente, mas ele recusou. Em vez disso, ele se tornou o último ministro das Relações Exteriores da Quarta República em 1958.
Em 1966, a esposa de Pleven morreu. Ele teve duas filhas, Françoise e Nicole, com ela. De 1969 a 1973, ele atuou como Ministro da Justiça nos governos de Jacques Chaban-Delmas e Pierre Messmer, assinando o perdão do notório fugitivo Henri Charriere em 1970. Perdendo a reeleição como legislador em 1973, ele se tornou presidente de um desenvolvimento regional conselho em sua Bretanha natal. Ele morreu de insuficiência cardíaca em 13 de janeiro de 1993, aos 91 anos.

## Governos

### Primeiro ministério (12 de julho de 1950 - 10 de março de 1951)
- René Pleven - Presidente do Conselho
- Robert Schuman - Ministro das Relações Exteriores
- Guy Mollet - Ministro do Conselho da Europa
- Jules Moch - Ministro da Defesa Nacional
- Henri Queuille - Ministro do Interior
- Maurice Petsche - Ministro das Finanças e Assuntos Econômicos
- Edgar Faure - Ministro do Orçamento
- Jean-Marie Louvel - Ministro do Comércio e Indústria
- Paul Bacon - Ministro do Trabalho e Previdência Social
- René Mayer - Ministro da Justiça
- Gaston Defferre - Ministro da Marinha Mercante
- Pierre-Olivier Lapie - Ministro da Educação Nacional
- Louis Jacquinot - Ministro dos Veteranos e Vítimas da Guerra
- Pierre Pflimlin - Ministro da Agricultura
- François Mitterrand - Ministro da França Ultramarina
- Antoine Pinay - Ministro das Obras Públicas, Transportes e Turismo
- Pierre Schneiter - Ministro da Saúde Pública e População
- Eugène Claudius-Petit - Ministro da Reconstrução e Urbanismo
- Charles Brune - Ministro dos Correios
- Albert Gazier - Ministro da Informação
- Jean Letourneau - Ministro das Relações com os Estados Parceiros
- Paul Giacobbi - Ministro sem Pasta

### Segundo Ministério (11 de agosto de 1951 - 20 de janeiro de 1952)
- René Pleven - Presidente do Conselho
- Georges Bidault - Vice-presidente do Conselho e Ministro da Defesa Nacional
- René Mayer - Vice-presidente do Conselho e Ministro das Finanças e Assuntos Econômicos
- Robert Schuman - Ministro das Relações Exteriores
- Charles Brune - Ministro do Interior
- Pierre Courant - Ministro do Orçamento
- Jean-Marie Louvel - Ministro da Indústria
- Paul Bacon - Ministro do Trabalho e Previdência Social
- Edgar Faure - Ministro da Justiça
- André Morice - Ministro da Marinha Mercante
- André Marie - Ministro da Educação Nacional
- Emmanuel Temple - Ministro dos Veteranos e Vítimas da Guerra
- Paul Antier - Ministro da Agricultura
- Louis Jacquinot - Ministro da França Ultramarina
- Antoine Pinay - Ministro das Obras Públicas, Transportes e Turismo
- Paul Ribeyre - Ministro da Saúde Pública e População
- Eugène Claudius-Petit - Ministro da Reconstrução e Urbanismo
- Joseph Laniel - Ministro dos Correios
- Robert Buron - Ministro da Informação
- Pierre Pflimlin - Ministro do Comércio e Relações Econômicas Externas
- Jean Letourneau - Ministro de Estado
- Maurice Petsche - Ministro de Estado
- Henri Queuille - Ministro de Estado

Mudanças:
- 16 de setembro de 1951 - morre o Ministro de Estado Maurice Petsche.
- 4 de outubro de 1951 - Joseph Laniel torna-se Ministro de Estado. Roger Duchet sucede Laniel como Ministro dos Correios.
- 21 de novembro de 1951 - Camille Laurens sucede Antier como Ministro da Agricultura.